# 칼라오 원인
칼라오 원인은 2007년에 아르만드 살바도르 미하레스에 의해 필리핀 카가얀주의 페냐블랑카에 있는 칼라오 동굴에서 발견된 화석 유물을 일컫는다. 특히, 발견된 61mm 중족골은 방사성 동위원소 연대 측정에서 약 67,000년 전의 것으로 추정되었다.
2010년일 기준으로, 칼라오 원인의 생물학적 분류는 여전히 불명확하다. 발견된 오른쪽 중족골(오른발의 중간 발가락의 끝에서 나온 작은 뼈)은 사람속의 종인 것으로 밝혀졌지만, 정확한 분류는 불명확하다. 이것이 호모 사피엔스나 호모 플로레시엔시스로 추정되기는 하지만, 후자는 전자의 병리학적 표본으로 간주되기도 한다. 두 종류 사이의 구분은 두개골이나 하악골의 존재가 있어야 가능할 것이다. 2012년에는 그 지역에서 더 많은 뼈를 찾기 위해 그 뼈를 찾은 탐사팀이 발굴 허가를 신청했다.

## 설명
비록 필리핀으로 인간이 이주한 초기 이론은 마지막 방하기 동안 육지 다리의 사용이 제시되었지만, 현대의 민도로 해협과 시부투 해로의 수심측량은 완전히 폐쇄된 것이 아니었다는 것을 시사하고 있다. 따라서, 현재에서 그 이론은 칼라오 원인과 루손의 그 시대 사람들이 뗏목을 타고, 순달랜드에 도착했다는 것이다.